# Texaf
De Société Textile Africaine (Texaf) was een textielfirma opgericht in 1925, met hoofdzetel in Leopoldstad, de hoofdstad van Belgisch-Congo. 
Bij de oprichting beschikte het bedrijf over een startkapitaal van 20 miljoen BEF. De grootste aandeelhouder was de Lagache-groep uit Ronse. Het doel van het bedrijf was om textiel plaatselijk te produceren en te bedrukken. 
Texaf kocht machines aan in de Franse katoenregio Elzas. Het bedrijf beschikte in die beginfase over ongeveer 10.000 spillen en bijna 300 weefgetouwen, terwijl het in 1928 de eerste afgewerkte producten op de Congolese markt bracht. 
De wereldwijde economische crisis van de jaren 1930 bracht Texaf in de problemen. De verliezen stapelden zich op en de firma liet alle installaties over aan een in 1934 nieuw opgerichte textielfabriek: Usines Textiles de Léopoldville (Utexléo). Vanaf dat moment werd Texaf een holding met participaties in verschillende Congolese maatschappijen (vooral in de textielsector).